# 밥상 차리는 남자
《밥상 차리는 남자》는 2017년 9월 2일부터 2018년 3월 18일까지 방송된 문화방송 주말연속극이다.

## 밥상 차리는 남자 역사
- 2017년 10월 21일부터 11월 4일까지 토요일 밤 8시 45분 2회 연속 편성됐지만 문화방송 주말 특별기획 드라마 돈꽃이 토요일 오후 8시 45분부터 2회 연속 편성됨에 따라[1] 그 해 11월 12일부터 일요일 오후 8시 45분부터 2회 연속 방영하는 형식으로 변경됐다.

## 기획 의도
졸혼-비혼-동거혼 등 가족혁명의 시대, 가족 붕괴 위기에 처한 중년 남성의 행복 가족 되찾기 프로젝트를 그린 드라마.

## 방송 시간
| 방송 채널 | 방송 기간                           | 방송 시간                   | 방송 분량                      |
| --------- | ----------------------------------- | --------------------------- | ------------------------------ |
| MBC TV    | 2017년 9월 2일 ~ 2017년 10월 15일   | 매주 주말 밤 8:45 ~ 10:00   | 75분                           |
| MBC TV    | 2017년 10월 21일 ~ 2017년 11월 4일  | 매주 토요일 밤 8:45 ~ 11:35 | 170분 (회당 95분 2회 연속방송) |
| MBC TV    | 2017년 11월 12일 ~ 2017년 12월 24일 | 매주 일요일 밤 8:45 ~ 11:15 | 150분 (회당 75분 2회 연속방송) |
| MBC TV    | 2018년 3월 4일 ~ 2018년 3월 18일    | 매주 일요일 밤 8:45 ~ 11:15 | 150분 (회당 75분 2회 연속방송) |
| MBC TV    | 2018년 1월 7일 ~ 2018년 2월 4일     | 매주 일요일 밤 8:50 ~ 11:20 | 150분 (회당 75분 2회 연속방송) |

## 등장 인물

### 주요 인물
- 최수영 : 이루리 역 (아역 신비, 최유리)
- 온주완 : 정태양 역

### 이루리의 집
- 김갑수 : 이신모 역
- 김미숙 : 홍영혜 역

### 양춘옥의 집
- 김수미 : 양춘옥 역 (아역 : 오혜금)
- 이재룡 : 캐빈 밀러 (하은조) 역 (아역 이주원)
- 박진우 : 이소원 역 (아역 문우진)
- 서효림 : 하연주 역 (아역 심혜연)
- 김한나 : 오한결 / 이한결 역

### 정태양의 집
- 이일화 : 정화영 역
- 심형탁 : 고정도 역 (아역 배강민)
- 송강 : 김우주 역
- 김지영 : 고은별 역

### 그 외 인물
- 신현아 : 미용실 직원 역
- 한가림 : 주애리 역 (아역 이진서)
- 이세영 : 이명랑 역
- 김지숙 : 최선영 역
- 이규정 : 정수미 역
- 김혜윤 : 정수미의 동생, 정수지 역
- 태항호 : 노지심 역
- 이철민 : 김진호 역 (특별출연)
- 이정혁 : 김동일 실장 역
- 홍서준 : 박민호 역
- 문슬아 : 최 간호사 역
- 김무영 : 김성탄 역
- 조영화 : 춘자네 가정부 역
- 석보배 : 오 선생 역
- 금보 : 목격자 역
- 구혜령 : 아줌마 역
- 이재은 : 아줌마 역
- 정병호 : 아저씨 역
- 이준성 : 경찰관 역
- 이창 : 리조트 매니져 역
- 맹봉학 : 동기 역
- 손건우 : 상도 역 (아역 배강유)
- 하루비 : 소녀 역
- 백송희 : 아이 역
- 김효경 : 아이 역
- 조무건 : 아이 역
- 강혜선 : 은정 역
- 박규점 : 남철 역
- 박팔영 : 홍영혜의 아버지 역
- 공재원 : 홍영혜의 맞선남 역
- 한춘일 : 홍영혜의 맞선남 아버지 역
- 정현석 : 의사 역
- 김동희 : 오목신 역
- 한기웅 : 희철 역
- 황인준 : 노동부 강사 역
- 정나온 : 연미주 역
- 이칸희 : 사라 강 역
- 백상희 : 도희 역
- 정명준 : 최 변호사 역
- 최완정 : 차정옥 역
- 박성근 : 송세준 사장 역
- 김상일 : 박 변호사 역
- 김경민 : 김 변호사 역
- 황효은 : 가게 주인 역
- 박성균 : 선배 의사 역
- 정다솔 : 미라 역
- 김태율 : 춘복 역
- 한그림 : 김실장 입원병원 간호사 역
- 정지훈 : 김도윤 역
- 봉은선
- 강민정
- 권정현
- 유창조
- 구지혜
- 최윤희
- 김시원
- 한채린
- 정지훈
- 전서아
- 이예원
- 고진명
- 황지훈
- 이용규
- 최황빈
- 김상우
- 장원진
- 양말복
- 이진화
- 박재영
- 이강희
- 이예은
- 박찬미
- 안유솔
- 조영선
- 이승연
- 윤복성
- 최대호
- 김준원
- 한호용
- 한여울
- 서동규
- 박익준
- 김사훈
- 이정성
- 여운복
- 조영훈
- 조광유
- 차수미
- 김도훈 : 원반 역
- 최영
- 이태윤
- 유필란
- 최영인
- 강정구
- 최찬숙
- 손정림
- 길하라
- 민병욱
- 정수인
- 한다미
- 이승하
- 김해곤
- 박종보
- 이빛나
- 김도훈
- 서병덕
- 김재흠
- 김기찬
- 김동범
- 민대식
- 이지윤
- 박도준
- 남상란
- 동윤석
- 장해민
- 이인아
- 서명헌
- 차예린
- 박용
- 태원석
- 정종우
- 송경화
- 우준혁
- 이한별
- 전여진
- 이수인
- 임정옥
- 박서연

### 특별출연
- 염동헌 : 의사 역
- 김원효 : 경찰 역
- 이시언 : 봉명태 역
- 문희경
- 조성모
- 설정환 : 치료사 역
- 심지호 : 정민우 / 정진우 역 (1인 2역)
- 김예령 : 정진우 & 정민우의 어머니 역
- 박연경 : 앵커 역
- 정혜선 : 이루리 고모 역
- 최수린 : 수잔나 / 이경화 역
- 조미령 : 최데레사 역

## 촬영지
- 인천도원수영장
- 성산대교
- 피시아이 마린파크
- 퍼시픽 아일랜드 클럽

## 시청률
최저 시청률과 최고 시청률은 시청률 조사회사와 지역별로 시청률에 차이가 있을 수 있습니다.
| 2017년 | 2017년    | 2017년         | 2017년       | 2017년         | 2017년       |
| 회차   | 방송일    | TNmS 시청률    | TNmS 시청률  | AGB 시청률     | AGB 시청률   |
| 회차   | 방송일    | 대한민국(전국) | 서울(수도권) | 대한민국(전국) | 서울(수도권) |
| ------ | --------- | -------------- | ------------ | -------------- | ------------ |
| 제1회  | 9월 2일   | 7.7%           | 7.5%         | 8.6%           | 9.4%         |
| 제2회  | 9월 3일   | 8.1%           | 8.2%         | 9.8%           | 9.9%         |
| 제3회  | 9월 9일   | 6.1%           | 5.4%         | 5.9%           | 5.6%         |
| 제4회  | 9월 10일  | 8.3%           | 7.6%         | 8.8%           | 8.8%         |
| 제5회  | 9월 16일  | 7.5%           | 7.0%         | 6.2%           | 5.6%         |
| 제6회  | 9월 17일  | 9.2%           | 8.0%         | 9.6%           | 9.6%         |
| 제7회  | 9월 23일  | 7.1%           | 6.7%         | 6.5%           | 6.0%         |
| 제8회  | 9월 24일  | 10.1%          | 9.6%         | 9.8%           | 9.2%         |
| 제9회  | 9월 30일  | 7.7%           | 7.2%         | 7.6%           | 7.4%         |
| 제10회 | 10월 1일  | 9.6%           | 8.7%         | 9.9%           | 9.6%         |
| 제11회 | 10월 7일  | 6.6%           | 5.9%         | 7.3%           | 7.0%         |
| 제12회 | 10월 8일  | 8.8%           | 8.0%         | 9.7%           | 9.3%         |
| 제13회 | 10월 14일 | 7.8%           | 6.3%         | 7.4%           | 6.8%         |
| 제14회 | 10월 15일 | 9.7%           | 8.4%         | 9.9%           | 9.1%         |
| 제15회 | 10월 21일 | 10.5%          | 9.2%         | 10.9%          | 10.6%        |
| 제16회 | 10월 21일 | 12.1%          | 11.1%        | 12.7%          | 12.4%        |
| 제17회 | 11월 4일  | 11.9%          | 10.4%        | 11.5%          | 10.9%        |
| 제18회 | 11월 4일  | 12.1%          | 11.3%        | 12.9%          | 13.1%        |
| 제19회 | 11월 12일 | 10.1%          | 9.4%         | 9.7%           | 8.9%         |
| 제20회 | 11월 12일 | 11.2%          | 10.7%        | 12.6%          | 11.3%        |
| 제21회 | 11월 19일 | 10.4%          | 9.6%         | 10.8%          | 10.2%        |
| 제22회 | 11월 19일 | 12.1%          | 12.2%        | 14.1%          | 12.7%        |
| 제23회 | 11월 26일 | 11.0%          | 9.5%         | 12.2%          | 11.4%        |
| 제24회 | 11월 26일 | 12.6%          | 11.6%        | 14.5%          | 13.7%        |
| 제25회 | 12월 3일  | 10.0%          | 9.6%         | 10.4%          | 10.0%        |
| 제26회 | 12월 3일  | 13.6%          | 13.2%        | 15.1%          | 13.7%        |
| 제27회 | 12월 10일 | 10.5%          | 10.0%        | 10.7%          | 10.3%        |
| 제28회 | 12월 10일 | 12.9%          | 11.7%        | 14.6%          | 14.1%        |
| 제29회 | 12월 17일 | 11.5%          | 10.1%        | 12.3%          | 12.2%        |
| 제30회 | 12월 17일 | 12.2%          | 10.9%        | 14.3%          | 14.2%        |
| 제31회 | 12월 24일 | 10.7%          | 8.8%         | 10.1%          | 9.2%         |
| 제32회 | 12월 24일 | 13.9%          | 12.1%        | 14.2%          | 13.2%        |
| 2018년 |           |                |              |                |              |
| 제33회 | 1월 7일   | 14.1%          | 13.0%        | 12.9%          | 11.9%        |
| 제34회 | 1월 7일   | 18.1%          | 16.9%        | 17.3%          | 16.1%        |
| 제35회 | 1월 14일  | 13.9%          | 13.5%        | 14.3%          | 13.9%        |
| 제36회 | 1월 14일  | 17.6%          | 16.4%        | 18.6%          | 17.5%        |
| 제37회 | 1월 21일  | 15.2%          | 14.1%        | 14.5%          | 13.5%        |
| 제38회 | 1월 21일  | 17.2%          | 15.8%        | 17.2%          | 15.9%        |
| 제39회 | 1월 28일  | 15.8%          | 15.1%        | 15.5%          | 14.8%        |
| 제40회 | 1월 28일  | 17.2%          | 16.6%        | 18.2%          | 17.7%        |
| 제41회 | 2월 4일   | 13.6%          | 12.8%        | 13.0%          | 12.2%        |
| 제42회 | 2월 4일   | 17.2%          | 16.1%        | 17.9%          | 16.9%        |
| 제43회 | 2월 11일  | 10.8%          | 10.7%        | 11.9%          | 11.9%        |
| 제44회 | 2월 25일  | 8.5%           | 8.4%         | 7.8%           | 7.9%         |
| 제45회 | 3월 4일   | 12.2%          | 11.8%        | 11.5%          | 11.1%        |
| 제46회 | 3월 4일   | 18.1%          | 17.4%        | 18.3%          | 17.6%        |
| 제47회 | 3월 11일  | 11.4%          | 11.1%        | 11.4%          | 11.2%        |
| 제48회 | 3월 11일  | 18.9%          | 18.0%        | 19.1%          | 18.3%        |
| 제49회 | 3월 18일  | 16.3%          | 16.0%        | 15.9%          | 16.2%        |
| 제50회 | 3월 18일  | 18.2%          | 17.9%        | 18.4%          | 18.1%        |

AGB 평균 12.3

## 결방 사유 및 연속 방송 및 편성 변경
- 2017년 10월 21일 : 밤 8시 45분부터 2회 연속방송 (15회, 16회)
- 2017년 10월 22일 : MBC 노조 총파업으로 인한 결방
- 2017년 10월 28일 : MBC 주말특별기획 드라마 도둑놈, 도둑님 2회 연속방송으로 인한 결방
- 2017년 10월 29일 : MBC 특선영화 부산행 편성으로 인한 결방
- 2017년 11월 4일 : 밤 8시 45분부터 2회 연속방송으로 편성 변경 (17회, 18회)
- 2017년 12월 31일 : 2017 MBC 가요대제전 생방송으로 인한 결방
- 2018년 2월 11일 : 2018년 동계 올림픽 생중계로 밤 10시 20분으로 편성 변경 (43회)[4]
- 2018년 2월 18일 : 2018년 동계 올림픽 생중계로 인한 결방[5]
- 2018년 2월 25일 : 2018년 동계 올림픽 폐막식 생중계로 밤 10시 30분으로 편성 변경 (44회)
- 2018년 3월 18일 : 2018년 동계 패럴림픽 폐막식 생중계로 밤 9시 35분으로 편성 변경 (49회, 50회)

## 동시간대 드라마
- 《황금빛 내 인생》
- 《같이 살래요》

## 같이 보기
- 대한민국의 텔레비전 드라마 목록 (ㅂ)
- 2017년 대한민국의 텔레비전 드라마 목록